# 朝日嶽留藏
朝日嶽 留藏（あさひだけ とめぞう、1889年（明治22年）6月18日 - 1974年（昭和49年）12月8日）は兵庫県宍粟郡奥谷村原（現・宍粟市波賀町原）出身の大相撲力士。本名は幸福留藏。大阪相撲で活躍し最高位は大関。

## 略歴
8代三保ヶ関に入門し1911年（明治44年）2月初土俵。わずか3年で1914年（大正3年）5月十両、1916年（大正5年）6月に入幕した。168cm93kgと小兵ながら押しと変化に富んだ相撲で大敵を倒した。1918年（大正7年）5月前頭10枚目で9勝1敗で初優勝、1920年（大正9年）5月小結で9勝1敗で2回目の優勝を果たし1921年（大正10年）1月大関となった。この場所5勝5敗の五分であったが関脇で6勝4敗の二瀬川忠太郎と入れ替わり1場所で大関から下がった。その後3場所三役を維持したが平幕に下がり、1923年（大正12年）5月に起きた龍神事件で力士会の役員を務めていたことから責任を取って廃業した。
幕内14場所　69勝59敗1分1預10休　優勝2回

## 廃業後
その後は尼崎の後援者である鴻池組で80歳程まで務めた。長男夫妻に先立たれ、1974年（昭和49年）12月8日85歳で死去。